# Jüdischer Friedhof Ortenberg (Hessen)
Der Jüdische Friedhof in Ortenberg, in der gleichnamigen Gemeinde im hessischen Wetteraukreis, befindet sich im nördlichen Bereich des alten Bahnhofs der stillgelegten Oberwaldbahn.
Im 18. Jahrhundert wurde der Friedhof angelegt und wurde von der jüdischen Gemeinde Ortenberg bis zum Jahr 1933 belegt. Heute besteht die Friedhofsfläche aus einer baumbewachsenen Parzelle, auf der 101 Grabsteine vorhanden sind und von der Nidder auf der westlichen Seite umflossen und begrenzt wird.
Die Friedhofsfläche umfasst 32,88 ar und ist im Denkmalverzeichnis vom Landesamt für Denkmalpflege Hessen als Kulturdenkmal aus religions- und ortsgeschichtlichen Gründen ausgewiesen.